# Franz Jochen Schoeller
Franz-Joachim (Jochen) Philipp Schoeller (* 24. Juli 1926 in Düsseldorf; † 13. Mai 2019) war ein deutscher Diplomat und Botschafter.

## Leben
Schoeller studierte an den Universitäten von Köln und Paris Rechts- und Wirtschaftswissenschaften. Nach Abschluss seiner Examina wurde er ab 1955 in den höheren auswärtigen Dienst übernommen. Hier verrichtete Schoeller erste Auslandseinsätze an den Botschaften in Frankreich, Italien, Tansania, Spanien und schließlich im Iran, wo er als ständiger Vertreter des deutschen Botschafters in Teheran seinen Dienst versah. Ab 1973 wurde er in den Protokollstab des Auswärtigen Amtes berufen und im Jahr 1975 zum Chef des Protokolls im deutschen Auswärtigen Amt befördert. Dabei zeichnete er sich durch Organisationstalent, protokollarische Disziplin und eine enorme Nervenstärke aus.
Es folgten Berufungen als Botschafter der Bundesrepublik Deutschland an den deutschen Botschaften in Brasília, Paris und Warschau. Als Botschafter in Warschau gewährte Schoeller in der zweiten Jahreshälfte 1989 ausreisewilligen DDR-Staatsbürgern auf dem Gelände der Botschaft Asyl. Bereits wenige Monate später jedoch, im November 1989, wurde Schoeller auf eigenen Wunsch offiziell aus gesundheitlichen Gründen in den Ruhestand versetzt, womit er einer fristlosen Entlassung auf Grund des Verdachts von Verstrickungen in zweifelhafte Rüstungsgeschäfte zuvorkam.
Franz Jochen Schoeller gehörte darüber hinaus noch als Ehrenpräsident dem Vorstand von EuroDefense an, einer Organisation, die sich zusammen mit ihren Partnerassoziationen unter anderem um eine gemeinsame europäische Sicherheits- und Verteidigungspolitik bemüht. Außerdem war Schoeller Mitglied in der Deutschen Gesellschaft der Mitglieder der Französischen Ehrenlegion und des Französischen Nationalen Verdienstordens e.V.

## Ehrungen
- 1979: Verdienstkreuz 1. Klasse der Bundesrepublik Deutschland
- 1980: Großes Verdienstkreuz der Bundesrepublik Deutschland